# St. Peter und Paul (Seehausen am Staffelsee)

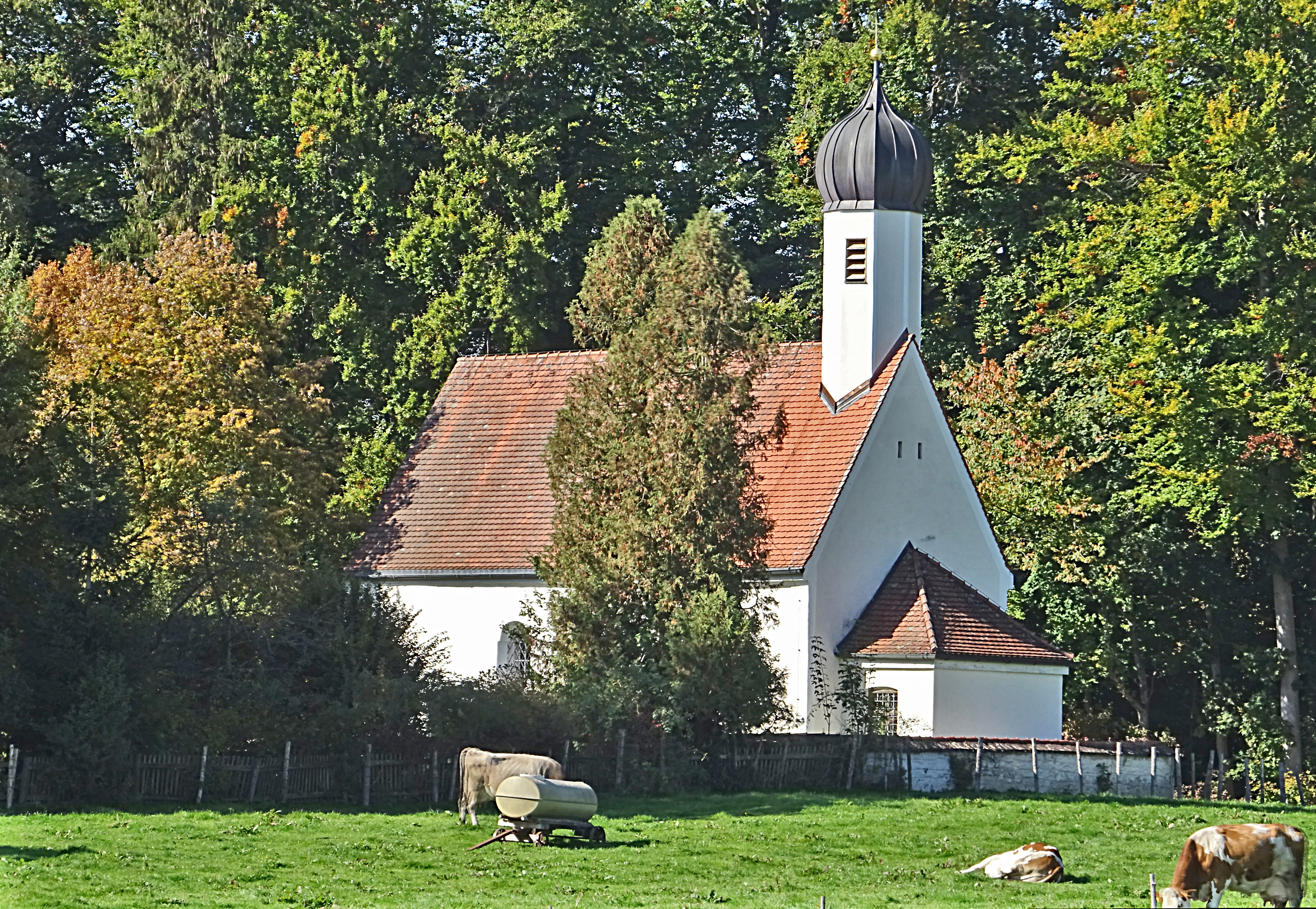
St. Peter und Paul in Seehausen am Staffelsee

Die römisch-katholische Filialkirche St. Peter und Paul steht in Rieden, einem Gemeindeteil von Seehausen am Staffelsee im oberbayerischen Landkreis Garmisch-Partenkirchen. Sie ist in der Liste der Baudenkmäler in Seehausen am Staffelsee unter der Nr. D-1-80-132-13 eingetragen. Die Kirche gehört zum Dekanat Benediktbeuern im Bistum Augsburg.

## Beschreibung
Die gotische Saalkirche wurde in der ersten Hälfte des 15. Jahrhunderts erbaut und in der zweiten Hälfte des 17. Jahrhunderts vergrößert und barock umgestaltet. Sie besteht aus dem Langhaus und dem querrechteckigen Chor mit angebauter Sakristei im Osten. Auf dem Satteldach des Chors erhebt sich im Osten ein achteckiger, mit Schindeln verkleideter Dachreiter, der den Glockenstuhl enthält und mit einer Zwiebelhaube bedeckt ist.
Der Innenraum des Langhauses ist mit einer Flachdecke überspannt, der des Chors mit einem Sterngewölbe. Der um 1675 gebaute Altar wird von den Skulpturen des heiligen Sebastian und des Rochus von Montpellier flankiert. Auf dem Altarretabel ist der heilige Georg dargestellt, auf dem Altarauszug ein Marienbildnis.